# Зеботтендорф, Рудольф фон
Рудольф фон Зеботтендорф (нем. Rudolf von Sebottendorf, настоящее имя Адам Альфред Рудольф Глауэр; 9 ноября 1875, Хойерсверда, Landkreis Hoyerswerda — 8 мая 1945, Египет) — один из видных немецких оккультистов. Основатель Общества Туле, немецкой оккультной организации, из которой вышло много видных членов нацистской партии. Практиковал суфийские медитации, астрологию, нумерологию и алхимию.

## Ранние годы
Родился в Хойерсверде, Саксония, Германия, в 1875 году в семье машиниста из Дрездена. Позднее заявлял, что был усыновлён семьёй Зеботтендорф и использовал эту фамилию и баронский титул в качестве псевдонима. В 1897—1900 годах работал техником в Египте. В 1901 году, после недолгой карьеры моряка торгового флота, осел в Турции, устроился работать инженером в крупном поместье и принял подданство Османской империи.
Выяснилось, что фон Зеботтендорф стал турецким подданным, был связан с известной сейчас суфийской традицией и являлся адептом тайных обрядов. Неудивительно, что общество Туле и партия нацистов имели мистический уклон. Также считается, что настоящее имя фон Зеботтендорфа было Адам Альфред Рудольф Глауэр. Он являлся франкмасоном и перед Первой мировой совершил несколько поездок на Ближний Восток, где принимал участие в совершении загадочных обрядов.
Глауэр начал интересоваться масонством и теософией. Также он открыл для себя нумерологию, каббалу и суфизм, особенно течение суфизма, представленное орденом бекташей. В то время многие ордена бекташей были тесно связаны с группами дёнме, последователями Шабтая Цви. Примерно к 1912 году он уверился, что обрёл «ключ к духовному осознанию», позднее описываемый исследователями как «комплекс нумерологических медитативных упражнений, несущих на себе печать суфизма и масонства».
Во время Балканской войны 1912—1913 годов он был связан с руководством турецкого общества Красного полумесяца и избран магистром ордена Розового венка (Розенкранц). Всё это происходило на пике славы розенкрейцеров в Европе, а, как считают некоторые, розенкрейцеры обладали «большим могуществом в западном мире, чем любые видимые правительства».
В 1910 году, проживая в Стамбуле, Зеботтендорф управлял своим собственным тайным обществом, основанным на смеси из исламского мистицизма суфиев, масонства, алхимии и антибольшевистской идеологии —  оккультной основе для формирования нацистской партии. 
В 1913 году, после Первой Балканской войны, в которой он воевал на стороне Турции, Глауэр-Зеботтендорф вернулся в Германию. Он был освобождён от военной службы во время Первой мировой войны из-за своего турецкого подданства и ранения, полученного на Первой Балканской войне.

## Общество Туле
В 1916 году Зеботтендорф связался с тайным обществом Германский орден и получил титул Ordenmeister (лидер региональной группы) в его баварском отделении. В Мюнхене он основал 17 августа 1918 года Общество Туле, которое вскоре стало скорее политической, нежели оккультной организацией. В 1918 году членами общества была создана Немецкая рабочая партия, в ряды которой в 1919 году вступил Адольф Гитлер и которая в 1920 году была переименована в Национал-социалистическую немецкую рабочую партию.
Однако вскоре после этого Зеботтендорф покинул Общество Туле из-за обвинения в халатности, в результате которой имена нескольких видных членов общества стали известны правительству Баварской Советской республики, и те были казнены за нападение на мюнхенское правительство в апреле 1919 года. В книге «Что было до Гитлера» Зеботтендорф описывает Туле как общество, которое живёт по нравственным законам розенкрейцеров и мечтает построить Альгадом — внутренний храм Ордена, «земное царство, свидетельствующее о возрождение духа цивилизации Туле, империи всех немцев». Его идеи были переняты и развиты другим идеологом нацизма — Альфредом Розенбергом. В самой известной своей книге «Миф XX века» он возвращается к идее создания Альгадома и в то же время предлагает возродить все великие мифы немецкой мифологии, начиная от легенд о валькириях до Зигфрида. Так взрывная смесь уже была приготовлена, Адольфу Гитлеру осталось только подать её.[кому?]
Зеботтендорф выехал в Швейцарию, а затем в Турцию.

## Дальнейшая жизнь
Покинув Германию, Глауэр опубликовал «Die Praxis der alten türkischen Freimauerei: Der Schlüssel zum Verständnis der Alchimie» («Практика древнего турецкого масонства: Ключ к пониманию алхимии») и полуавтобиографический роман «Der Talisman des Rosenkreuzers» («Талисман Розенкрейцера»).
В 1918 году фон Зеботтендорф приобрёл мюнхенский еженедельник «Munchener Beobachter», который превратил в официальное издание Общества Ту́ле, скандальную антисемитскую газету.
Вернувшись в Германию в 1933 году, Зеботтендорф выпустил книгу «Bevor Hitler kam: Urkundlich aus der Frühzeit der Nationalsozialistischen Bewegung» («До прихода Гитлера: документы раннего периода национал-социалистического движения»), посвящённую Немецкой рабочей партии и Обществу Туле. Книга, естественно, вызвала крайнее неудовольствие у Гитлера и была запрещена. Автора арестовали, но он сумел каким-то образом в 1934 году вернуться в Турцию.
В период 1942—1945 Зеботтендорф жил в Стамбуле и работал на немецкую военную разведку. Его куратор Герберт Риттлингер считал его бесполезным в качестве агента, продолжая, впрочем, держать его на должности, по-видимому, из привязанности «к этому странному, к тому времени безденежному человеку, изображавшему энтузиазм по поводу нацизма и преклонение перед СС, но на самом деле не интересовавшемуся ни тем, ни другим и предпочитавшему говорить о тибетцах».
Принято полагать, что Зеботтендорф покончил с собой, прыгнув в Босфор 8 мая 1945 года. Существует версия, что самоубийство было инсценировано турецкой разведкой, на которую он также работал, и что Зеботтендорф уехал в Египет, где умер в 1950-х годах.

## Работы
- Die Praxis der alten türkischen Freimauerei: Der Schlüssel zum Verständnis der Alchimie. 1924. Reprint, Freiburg im Breisgau: Hermann Bauer, 1954
- Der Talisman des Rosenkreuzers. Pfullinger in Würtemberg: Johannes Baum Verlag, 1925
- Bevor Hitler kam: Urkundlich aus der Frühzeit der Nationalsozialistischen Bewegung. Munich: Deukula-Grassinger, 1933